# Apache Aries
Apache Aries, un contenedor de implementaciones blueprints y extensiones de especificaciones enfocadas en aplicaciones definidaspor el OSGi Enterprise Expert Group. El contenido del proyecto Aries incluye:
- WAR to Web Application Bundle Converter.
- Contenedor de Blueprint.
- Integración con Java Persistence API.
- Integración con Java Transaction API.
- Java Management Extensions.
- Integración con Java Naming and Directory Interface.
- Application Assembly and Deployment.
- Complemento (plug-in Apache Maven.
- Gestor de META-INF/services.
- Ejemplos, tutorías, documentación, y guía del integrador.